# Frankfort (villa)

Arrollo de Creek Crossing en 1936

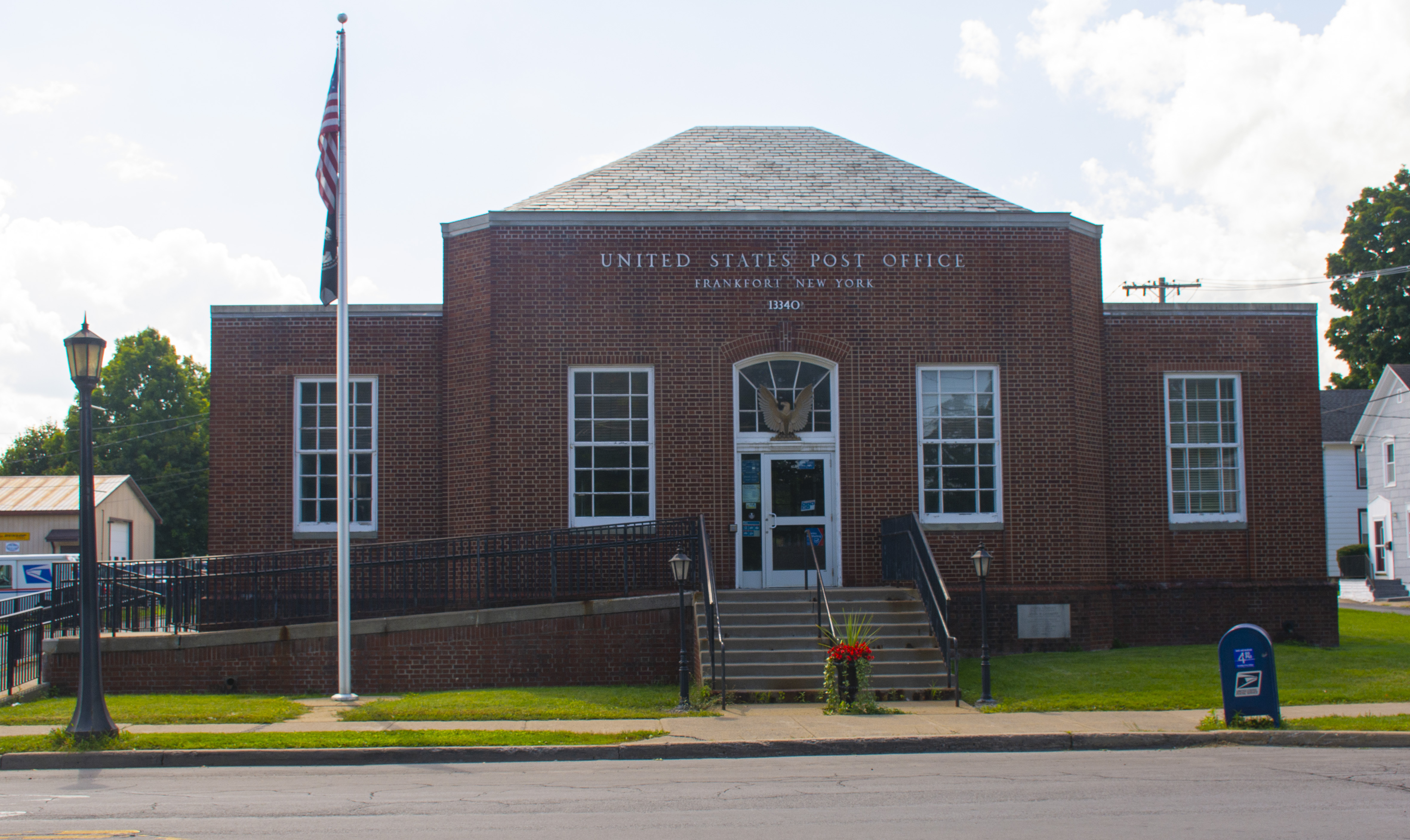
Oficina de correo en EE. UU.

Frankfort es una villa ubicada en el condado de  Herkimer en el estado estadounidense de Nueva York. En el año 2000 tenía una población de 2,537 habitantes y una densidad poblacional de 976 personas por km².

## Geografía
Frankfort se encuentra ubicada en las coordenadas 43°2′14″N 75°4′19″O / 43.03722, -75.07194.

## Demografía
Según la Oficina del Censo en 2000 los ingresos medios por hogar en la localidad eran de $25,925, y los ingresos medios por familia eran $35,938. Los hombres tenían unos ingresos medios de $28,869 frente a los $22,238 para las mujeres. La renta per cápita para la localidad era de $14,381. Alrededor del 44.7% de la población estaban por debajo del umbral de pobreza.